# Список екорегіонів Намібії
Нижче наведено список екорегіонів в Намібії, згідно Всесвітнього Фонду дикої природи (ВФД).

## Наземні екорегіони
по основних типах середовищ існування 

### Тропічні і субтропічні луки, савани і чагарники
- Ангольські ліси Мопане
- Акацієво-тикові ліси Калахарі
- Замбезійські тикові ліси
- Ліси Замбезі і Мопане

### Затоплені луки і савани
- Солончаки Етоша
- Затоплені луки Замбезі

### Пустелі і посухостійкі чагарники
- Калахарі
- Пустеля Каоковельд
- Кару
- Наміб
- Намібійські савани
- Сукуленти Карру

## Прісноводні екорегіони
по біорегіону

### Замбезі
- Етоша
- Калахарі
- Karstveld Sink Holes
- Прибережний берег Наміба
- Замбезі
  - Заплава Верхньої Замбезі
- Заплава Окаванго

## Морські екорегіони
- Namaqua
- Наміб